# Tales of the Jedi: The Fall of the Sith Empire

## Introducción
En junio de 1997 comenzaba la edición inglesa en América por parte de Dark Horse de la serie de seis cómics, más tarde recopilados en un único tomo, que continuarían exactamente después de donde lo dejó Tales of the Jedi: The Golden Age of the Sith, en el año 5000 Antes de la Batalla de Yavin.

## Historia
Los pocos que saben de la existencia del Imperio Sith están encarcelados, engañados y guiando al enemigo a las puertas de la República. Una de las exploradoras que descubrió a los sith sospecha sus intenciones y deberá escapar de la cárcel, limpiar su nombre y avisar a los jedi y a la emperatriz Teta antes de que sea demasiado tarde.
Los jedi y las disputas internas entre los sith por la sucesión del trono son los únicos factores que pueden acabar con la ya inevitable Gran Guerra Hiperespacial.

## Apartado técnico
Igual que en The Golden Age of the Sith, repiten a Kevin J. Anderson como guionista y a Dario Carrasco Jr. en los dibujos.